# The Complete Thom Bell Sessions
The Complete Thom Bell Sessions (MCA-39115) è un album dell'artista britannico Elton John, distribuito dalla MCA Records.
L'LP include tutte le tracce prodotte nelle sessioni di registrazione dell'EP The Thom Bell Sessions (MCA-13921) nell'autunno del 1977; contiene quindi tre tracce in più (due delle quali vedono Elton in veste di coautore): Country Love Song, Nice and Slow (composta da Elton, Bernie Taupin e Thom Bell) e una prima versione di Shine on Through (composta da Elton e da Gary Osborne). Quest'ultimo brano sarà poi registrato nuovamente e incluso nell'album del 1979 A Single Man.
I brani delle Thom Bell sessions sono le versioni originali e quindi sono diversi da quelli, rimixati dallo stesso Elton John con Clive Franks, che furono pubblicati nel 1979.

## Tracce
1. Nice and Slow (John, Taupin, Thom Bell) – 4:43
2. Country Love Song (Joseph J. Jefferson) – 5:05
3. Shine on Through (John, Osborne) – 7:46
4. Mama Can't Buy You Love (Leroy Bell, Casey James) – 4:09
5. Are You Ready for Love (Bell, Bell, James) – 8:20
6. Three Way Love Affair (Bell, James) – 5:00

## Classifiche
| Classifica (2022) | Posizione massima |
| ----------------- | ----------------- |
| Grecia            | 58                |